# Xerotyphlops syriacus
Xerotyphlops syriacus — вид змій родини сліпунів (Typhlopidae). Мешкає в Леванті.

## Поширення і екологія
Xerotyphlops syriacus мешкають на півдні Сирії і Лівану, на півночі Ізраїлю та на північному заході Йорданії.